# Torneo de Montpellier 2015
El Open Sud de France 2015 es un torneo de tenis que pertenece a la ATP en la categoría de ATP World Tour 250. Será la vigésimo quinta edición del torneo y se disputará del 2 al 8 de febrero de 2015 sobre moqueta en el Park&Suites ARENA en Montpellier, Francia.

## Distribución de puntos
| Modalidad            | Campeón | Finalista | Semifinales | Cuartos de final | 2ª ronda | 1ª ronda | Clasificados | 2ª ronda de clasificación | 1ª ronda de clasificación |
| Individual masculino | 250     | 165       | 100         | 50               | 25       | 0        | 13           | 7                         | 0                         |
| Dobles masculino     | 250     | 150       | 90          | 45               | 20       | 0        | -            | -                         | -                         |

## Cabeza de serie

### Individuales Masculinos
| Tenista               | Ranking | Preclasificada |
| Gaël Monfils          | 19      | 1              |
| Gilles Simon          | 20      | 2              |
| Philipp Kohlschreiber | 24      | 3              |
| Julien Benneteau      | 25      | 4              |
| Richard Gasquet       | 28      | 5              |
| Jerzy Janowicz        | 44      | 6              |
| Denis Istomin         | 50      | 7              |
| João Sousa            | 55      | 8              |

- Ranking del 19 de enero de 2015

### Dobles Masculinos
| Tenista                             | Ranking | Preclasificada |
| Dominic Inglot Florin Mergea        | 69      | 1              |
| Philipp Oswald Aisam-ul-Haq Qureshi | 86      | 2              |
| Mate Pavić André Sá                 | 131     | 3              |
| Colin Fleming Jonathan Marray       | 132     | 4              |

## Campeones

### Individuales masculinos
Richard Gasquet venció a  Jerzy Janowicz por 3-0, ret.

### Dobles masculinos
Marcus Daniell /  Artem Sitak vencieron a  Dominic Inglot /  Florin Mergea por 6-3, 4-6, [16-14]